# Kutalmiš
Kutalmiš (turško: Kutalmış [Kutalmïš]), ime dveh različnih oseb iz turške zgodovine. Prvi Kutalmiš je živel v 11. stoletju, drugi pa v 12. stoletju. Oba sta imela sina z imenom Sulejman. Potomci prvega Sulejmana so ustanovili Sultanat Rum, potomci drugega pa Osmansko cesarstvo. 

## Sultanat Rum
Rumski Kutalmiš je bil sin Arslana Jabguja in bratranec seldžuškega vladarja Tugrul Bega in je igral pomembno  vlogo v osvajanjih seldžuških Turkov. Podprl je vstajo protu Togrulu in z Alp Arslanom tekmoval za nasledstvo seldžuškega prestola. Malik Šah I. je njegovega sina Sulejmana ibn Kutalmiša  leta 1073 imenoval  za sultana Sultanata Rum. 
| Kutalmiš Seldžuška dinastijaRojen: ni znano Umrl: 1077 |                            |                                  |
| Vladarski nazivi                                       |                            |                                  |
| Predhodnik: ustanovitev države                         | Seldžuški vladar 1060–1077 | Naslednik: Sulejman ibn Kutalmiš |

## Osmanska država
Kutalmiš ali Kaja Alp, ki je živel v 12. stoletju, je bil prednik Osmana I., ustanovitelja osmanske države. 
| Kutalmiš Osmanska dinastijaRojen: ni znano Umrl: ni znano |                              |                         |
| Vladarski nazivi                                          |                              |                         |
| Predhodnik: ustanovitev države                            | Predosmanski vladar ni znano | Naslednik: Sulejman Šah |